# Amaury Castanho
Amaury Castanho (* 19. September 1927 in Sousas, Brasilien; † 31. Mai 2006) war ein brasilianischer Geistlicher und katholischer Bischof von Jundiaí.

## Leben
Castanho empfing am 7. Oktober 1951 das Sakrament der Priesterweihe.
Am 19. Juli 1976 ernannte ihn Papst Paul VI. zum Titularbischof von Balecium und zum Weihbischof in Sorocaba. Der Erzbischof von Campinas, Antônio Maria Alves de Siqueira, spendete ihm am 7. Oktober desselben Jahres die Bischofsweihe. Mitkonsekratoren waren der Koadjutorerzbischof von Campinas, Gilberto Pereira Lopes, und der Bischof von Sorocaba, José Melhado Campos.
Am 30. November 1979 berief ihn Johannes Paul II. zum Bischof von Valenca und am 3. Mai 1989 zum Koadjutorbischof von Jundiaí. Mit dem Rücktritt Roberto Pinarello de Almeidas am 2. Oktober 1996 folgte er diesem als Bischof von Jundiaí nach. Am 7. Januar 2004 nahm Papst Johannes Paul II. seinen altersbedingten Rücktritt an.